# Paulo Baeta Neves
Paulo Baeta Neves (Conselheiro Lafaiete, 2 de agosto de 1898 — Brasília, 20 de julho de 1966) foi um político, advogado, professor e comerciário brasileiro. Um dos fundadores do Partido Trabalhista Brasileiro, exerceu o mandato de deputado federal constituinte pelo Distrito Federal em 1946 e assumiu a suplência do mandato de deputado federal de Antônio Garcia Filho pela Guanabara até a sua morte.
Atuou, também, como diretor da União dos Empregados do Comércio e do Sindicato de Vendedores e Viajantes em Belo Horizonte, presidiu a Federação dos Trabalhadores de Minas Gerais. Além disso, foi secretário da Federação das Uniões dos Vendedores e Viajantes Comerciários do Brasil e exerceu dois mandatos como presidente da Confederação Nacional dos Trabalhadores no Comércio.

## Primeiros anos e educação
Filho de José Francisco Baeta Neves e de Julieta Teixeira Baeta Neves, Paulo Baeta Neves nasceu no município de Conselheiro Lafaiete, no estado de Minas Gerais, em 2 de agosto de 1898. Iniciou os seus estudos primários no Grupo Escolar Domingos Beliano e no Colégio São José, ambos em Queluz (como Conselheiro Lafaiete era conhecido anteriormente), e cursou o ensino secundário no Colégio Anglo-Brasileiro.
Formou-se em Direito pela Faculdade de Direito do Rio de Janeiro, no ano de 1921.

## Início da carreira profissional
Seis anos depois de se graduar, em 1927, Baeta Neves iniciou sua carreira profissional como comerciário em Belo Horizonte, setor que marcou fortemente o começo de sua trajetória. No mesmo ano, tornou-se diretor da União dos Empregados do Comércio, cargo que ocupou até 1934.
Em 1928, assumiu a diretoria e, posteriormente, a presidência do Sindicato de Vendedores e Viajantes, também até 1934. Além disso, foi presidente da Federação dos Trabalhadores de Minas Gerais (1932).
Entre 1938 e 1942, ao longo do Estado Novo de Getúlio Vargas, foi secretário da Federação das Uniões dos Vendedores e Viajantes Comerciários do Brasil. Dois anos depois, na então capital federal, passou a fazer parte do conselho representativo da Federação dos Sindicatos dos Empregados do Comércio do Rio de Janeiro.

## Política

### Fundação do Partido Trabalhista Brasileiro
Com a derrota do líder nazista Adolf Hitler e de Benito Mussolini, líder fascista italiano, em 1945, o Estado Novo passou a apresentar sinais de desgaste. Em meio ao declínio do regime, em 15 de maio do mesmo ano, Paulo Baeta Neves participou da fundação do Partido Trabalhista Brasileiro, o PTB, no Rio de Janeiro (que, na época, era a capital do Brasil).

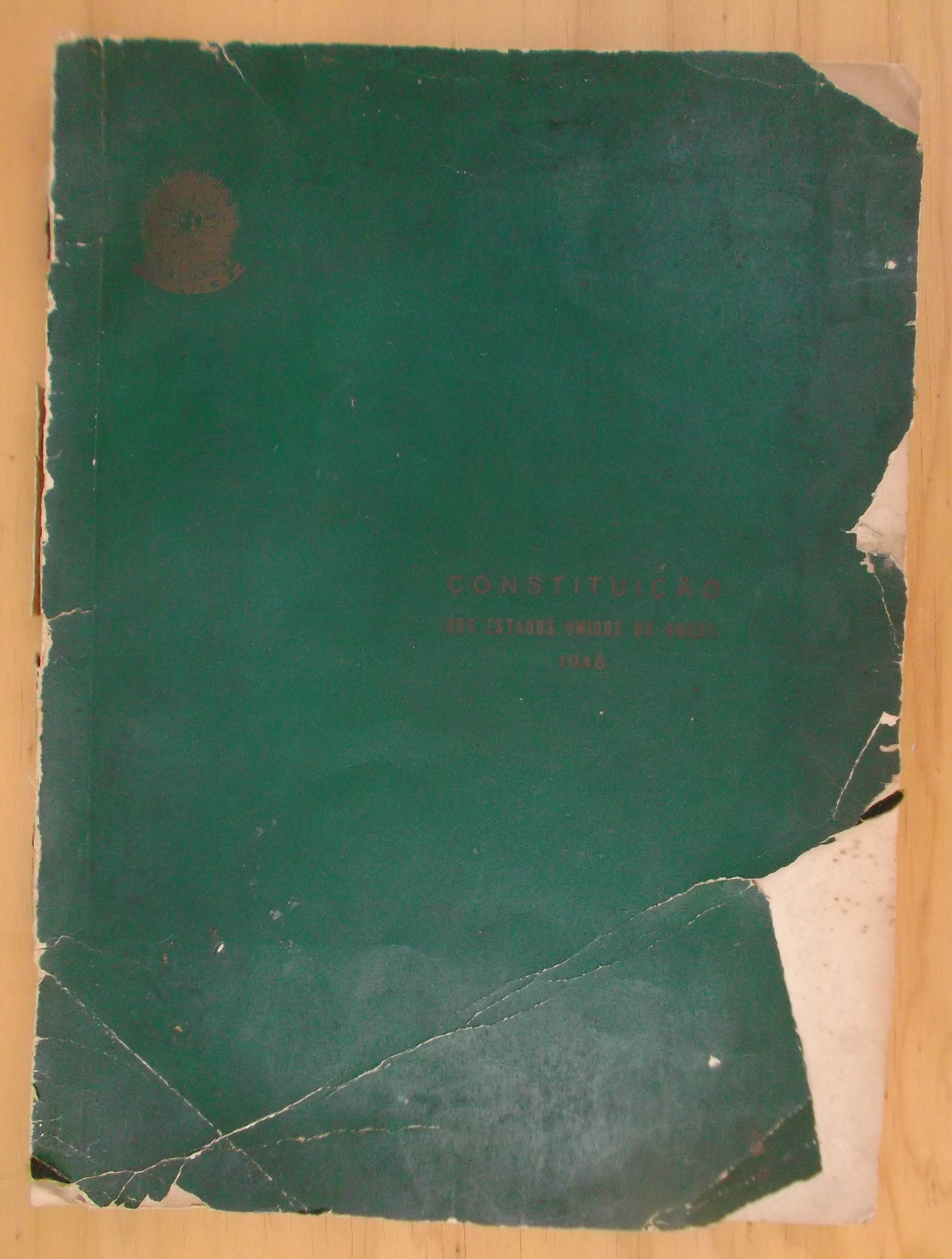
Exemplar da Constituição Brasileira de 1946.

O partido, cujo principal fundador foi Getúlio Vargas, tinha inspiração no Queremismo, movimento político que tinha como pauta central a conservação de Vargas na Presidência da República. Na primeira convenção nacional do PTB, ocorrida quatro meses depois de sua criação, em setembro, Baeta Neves foi apontado como presidente da comissão executiva do partido; Getúlio, por sua vez, foi eleito como presidente de honra.
No programa do PTB, aprovado durante a convenção de 1945, destacavam-se a defesa à reforma agrária, à Consolidação das Leis do Trabalho (criada durante o Estado Novo, em 1943) e ao direito de greve.

### Deputado federal constituinte
Em dezembro de 1945, Paulo Baeta Neves foi eleito, pelo PTB, como deputado federal constituinte pelo então Distrito Federal, tomando posse no dia 5 de fevereiro de 1946. Na Assembleia Nacional Constituinte daquele ano – até então, a quarta reunida no Brasil –, Baeta Neves foi indicado para integrar a subcomissão responsável pelo capítulo "Da ordem econômica e social", cujo início se dá no art. 145 da Carta.
A partir de 19 de setembro de 1946, depois da promulgação da nova Constituição, o deputado deu continuidade ao seu mandato de maneira ordinária, durante o qual passou a integrar a Comissão Permanente de Legislação Social da Câmara.

### Confederação Nacional dos Trabalhadores no Comércio e novas tentativas
Após não se reeleger como deputado federal nas eleições de outubro de 1950 – que contaram com a volta de Getúlio Vargas à Presidência –, Baeta Neves retornou ao comércio no ano seguinte, assumindo a presidência da Confederação Nacional dos Trabalhadores no Comércio (CNTC). Diferentemente do que acontecera na Câmara, ele foi reeleito para o cargo, no qual continuou até 1955.
Candidatou-se novamente a deputado nas três eleições seguintes. Não se elegeu em 1954, ano da morte de Vargas, ou 1958, conseguindo apenas uma suplência em outubro de 1962, quando concorreu pelo recém-criado estado da Guanabara por meio de uma coligação entre o PTB e o PSB. Nesse meio tempo, entre 1957 e 1958, e novamente em 1960, foi membro do Conselho Superior das Caixas Econômicas Federais.

## Ditadura militar e últimos anos
Durante a madrugada do dia 31 de março de 1964, foi dado o golpe de Estado que depôs o então presidente João Goulart, também do PTB. Subsequentemente, enquanto parlamentares tiveram seus mandatos cassados pelo novo regime, Baeta Neves assumiu a posição de deputado federal em 11 de abril do mesmo ano como suplente de Garcia Filho.

### Ato Institucional nº2
Em 27 de outubro de 1965, o governo baixou o Ato Institucional nº 2, chamado, também, de AI-2. Este é visto como a confirmação de que o regime militar, diferentemente do que afirmava antes, não seria temporário. Seu art. 18 afirma:
| “ | Art. 18 - Ficam extintos os atuais Partidos Políticos e cancelados os respectivos registros. | ” |

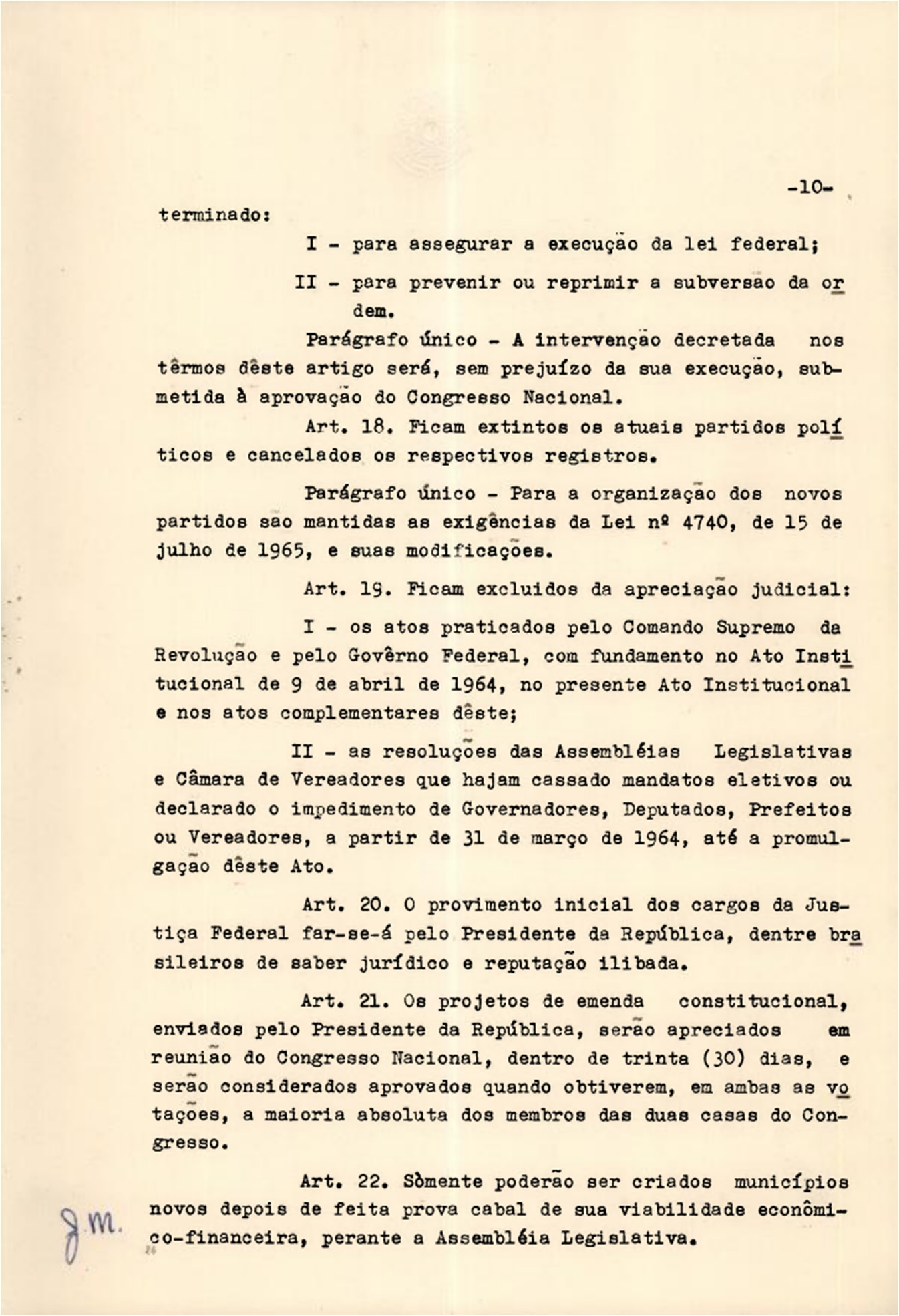
Décima página do Ato Institucional 2, onde é possível ler o Artigo 18, que institui a extinção dos partidos políticos.

Assim, bem como todos os outros partidos que existiam até então, o PTB foi extinto. No entanto, a partir do Ato Complementar nº 4, de 20 de novembro de 1965, que exigia pelo menos 120 deputados federais e 20 senadores para a criação de um novo partido (que não poderia usar essa denominação), surgiram duas novas agremiações: o Movimento Democrático Brasileiro (MDB), a "oposição consentida", organizado em 1965 e registrado em 1966, e a Aliança Renovadora Nacional (ARENA), também registrada em 1966, que oferecia suporte aos militares no poder.
Paulo Baeta Neves, então, participou do período de organização do MDB, filiando-se como um de seus 141 deputados fundadores.

### Morte
Em junho de 1966, Baeta Neves passou por uma delicada cirurgia no estômago. Em decorrência de complicações posteriores à operação, faleceu às 10 horas da manhã do dia 20 de julho de 1966 no Hospital Distrital de Brasília, no Distrito Federal. Deixou sua esposa, Marina Sevilha Baeta Neves, e dois filhos.